# Mike Huckabee
Michael Dale (Mike) Huckabee (Hope, Arkansas, 24 augustus 1955) is een Amerikaanse baptistenpredikant en politicus. Van 1996 tot 2007 was hij gouverneur van de staat Arkansas. Tevens was hij een van de Republikeinse kandidaten voor de presidentsverkiezingen in 2008 en 2016. In 2008 eindigde hij op de derde plaats, in 2016 stapte hij vroegtijdig uit de race.

## Biografie
Mike Huckabee studeerde af aan de Ouachita Baptist University met een B.A. in 1975. Hierna volgde hij een opleiding aan het South-Western Baptist Seminary, waar hij na een jaar mee stopte. Vervolgens was Huckabee predikant bij de Southern Baptist Convention. Van 1989 tot 1991 was Huckabee president van de Baptistenconventie van de staat Arkansas.

### Gouverneurschap van Arkansas
In 1993 werd Huckabee tot luitenant-gouverneur (vice-gouverneur) van Arkansas verkozen. Hij behoorde daarmee tot de weinige Republikeinen die in Arkansas een hoge functie bekleedden. De toegankelijke en populaire Huckabee, die diende onder de Democratische gouverneur Jim Guy Tucker, werd in 1994 herkozen als luitenant-gouverneur. Toen Tucker in juli 1996 voortijdig af moest treden wegens zijn rol in het Whitewater-schandaal, volgde Huckabee hem op. Hij werd op 15 juli 1996 ingezworen als gouverneur. Direct na zijn aantreden tekende hij een wet die voorzag in medische hulp voor kinderen van families die geen ziekentenkostenverzekering konden betalen. Tijdens zijn eerste termijn als gouverneur zette Huckabee zich in voor de verbetering van de infrastructuur.
Bij de gouverneursverkiezingen van 1998 werd Huckabee verkozen voor een eerste volledige ambtstermijn. In 2002 werd hij herkozen. Ofschoon niet progressief, werd hij soms dwarsgezeten door conservatieve leden binnen de Republikeinse Partij. Huckabee maakte gebruik van zijn macht om gerechtelijke veroordelingen ongedaan te maken. Na twee volledige ambtstermijnen mocht hij zich bij de verkiezingen van 2006 niet nogmaals herkiesbaar stellen. Hij werd per 9 januari 2007 als gouverneur opgevolgd door de Democraat Mike Beebe.

### Presidentsverkiezingen 2008
Op 28 januari 2007 maakte Huckabee tijdens het NBC-programma Meet the Press de oprichting bekend van een verkennend comité voor deelname aan de Amerikaanse presidentsverkiezingen 2008, waarmee hij die andere in Hope geboren oud-gouverneur van Arkansas navolgde, de vroegere Amerikaanse president Bill Clinton.
Op 11 augustus 2007 eindigde Huckabee na Mitt Romney op de tweede plaats bij de Iowa Straw Poll in Ames. Huckabee had in vergelijking tot Romney en de nummer drie, Sam Brownback, relatief weinig resources (met name geld) geïnvesteerd in de Straw Poll. Door de lage investering en de onverwachte tweede plaats, kon Huckabee claimen de verrassing te zijn van deze niet-bindende eerste verkiezing onder de Republikeinse kandidaten. De nationale koplopers Rudy Giuliani, Fred Thompson en John McCain hadden niet actief meegedaan aan de Straw Poll, maar er kon wel op deze kandidaten gestemd worden. Zij eindigden als laatste. Door de tweede plaats kreeg Huckabee meer persaandacht en werd zijn kandidatuur serieuzer genomen.
Op 3 januari 2008 won Huckabee, vrij verrassend, de caucus in de staat Iowa. Vervolgens werd hij derde bij de eerste primary in New Hampshire.
Tijdens een interview op 18 januari 2008 met het internetmagazine Beliefnet waarschuwde hij tegen diegenen die het begrip huwelijk willen uitbreiden tot een verbintenis tussen twee mannen, twee vrouwen, een man en drie vrouwen, een man en een kind of een man en een dier en maakte hij gelijkenissen tussen de huidige discussie rond abortus en de discussie over slavernij die tijdens de Amerikaanse Burgeroorlog werd gevoerd. Als hij tot president zou worden verkozen, zo gaf hij aan, zou hij vragen om de Grondwet te wijzigen zodat het huwelijk tussen twee mensen van hetzelfde geslacht onmogelijk zou blijven. "De bijbel is niet geschreven om te amenderen, de Grondwet wel", merkte hij op.
In de voorverkiezingen in South Carolina (19 januari) werd Huckabee tweede achter McCain. In Florida (29 januari) moest hij behalve McCain ook Mitt Romney en Rudy Giuliani voor zich laten gaan. De media begonnen zich in te stellen op een tweestrijd tussen McCain en Romney. Zodoende kwam het als een verrassing toen Huckabee op 5 februari, Super Tuesday, vijf zuidelijke staten wist te winnen, wat er mede toe leidde dat twee dagen later Romney zijn campagne staakte. Huckabee trok zich uiteindelijk terug uit de campagne toen duidelijk werd dat hij de staat Texas niet zou winnen en McCain daarmee de benodigde meerderheid aan kiesmannen zou verkrijgen. Zijn naam werd nog wel genoemd als Republikeins kandidaat voor het vicepresidentschap, maar McCain koos uiteindelijk voor Sarah Palin. Huckabee schaarde zich onder meer in een toespraak op de Republikeinse Conventie achter McCain.

### Presidentsverkiezingen 2016
Na de campagne van 2008 schreef Huckabee een boek getiteld Do The Right Thing: Inside the Movement That's Bringing Common Sense Back to America. Dit boek werd een bestseller. Ook tekende hij een contract bij Fox News, waar hij tot 2015 een eigen programma had. Bij ABC Radio Networks had Huckabee ook een eigen commentaarrubriek. In aanloop naar de presidentsverkiezingen in 2012 werd volop gespeculeerd over een mogelijke nieuwe deelname van Huckabee. In verschillende opiniepeilingen gooide hij hoge ogen. In mei 2011 liet hij echter weten zich niet kandidaat te stellen. In een verklaring zei hij: "alle factoren zeggen 'gaan', maar mijn hart zegt nee".
Op 5 mei 2015 maakte Huckabee bekend zich kandidaat te stellen voor de presidentsverkiezingen van 2016. Nadat hij echter bij de eerste Republikeinse voorverkiezing, op 1 februari 2016 in Iowa, slechts op de negende plaats was geëindigd, schortte hij zijn campagne direct weer op. Vervolgens sprak hij zijn steun uit voor Donald Trump, die later verkozen werd tot president. Een aanbod om minister te worden in het kabinet-Trump I wees Huckabee af. Zijn dochter, Sarah Huckabee Sanders, was als perschef van het Witte Huis (2017–2019) wel actief voor Trump. Zij stapte in 2023 in haar vaders voetsporen toen zij beëdigd werd als gouverneur van Arkansas.

### Ambassadeur in Israël
Dinsdag 12 november 2024 maakte president-elect Trump bekend dat hij hem had genomineerd tot zijn ambassadeur in Israël. Huckabee was heel zijn leven fervent pro-Israël en hij staat achter de claims van Israëlische regeringen op de Westbank ("Judea en Samaria").Noch de term (illegale) "settlement" erkent hij, noch de term "Palestijns volk", dat volgens hem niet bestaat. Op de Israëlische legerradio zei hij dat hij er achter zou staan als zijn baas zou besluiten een eventuele annexering door Israël van de Westbank te erkennen.
"Of het nu de verhuizing van onze ambassade naar Jeruzalem betreft, of de erkenning van Israël's annexering van de Golan-hoogte of de erkenning van Jeruzalem als eeuwige ondeelbare hoofdstad van Israël: niemand heeft meer gedaan dan president Trump. En ik verwacht zeker dat dat zal doorgaan".